# SQLite

SQLite är benämningen på en fri programvara för en databashanterare med SQL, skrivet i ett C-bibliotek, ett mindre programbibliotek än exempelvis MySQL och PostgreSQL. I motsats till andra databashanterare är SQLite inte en separat process som nås från användarens applikation, utan en integrerad del av densamma. Ubuntu Linux 7.10 innehåller både sqlite (2.8) och sqlite3 (3.4). SQLite utvecklades av D. Richard Hipp år 2000.
SQLite är ett populärt val som inbyggd databas för lokal lagring av användaren i programvara som webbläsare.